# Branislav Adamec
Branislav Adamec (* 20. února 1960 Istebné, Malá Fatra) je horský vůdce UIAGM, skialpinista a horolezec. V současnosti[kdy?] žije v Tišnově u Brna. Je spoluzakladatelem závodu Noc tuleních pásů, spoluzakladatelem skialpinistického festivalu SkialpujFEST, spoluzakladatelem webu pro začínající skialpinisty Skialpuj.cz a zakladatelem projektu Skialp do škol.